# 再突入カプセル

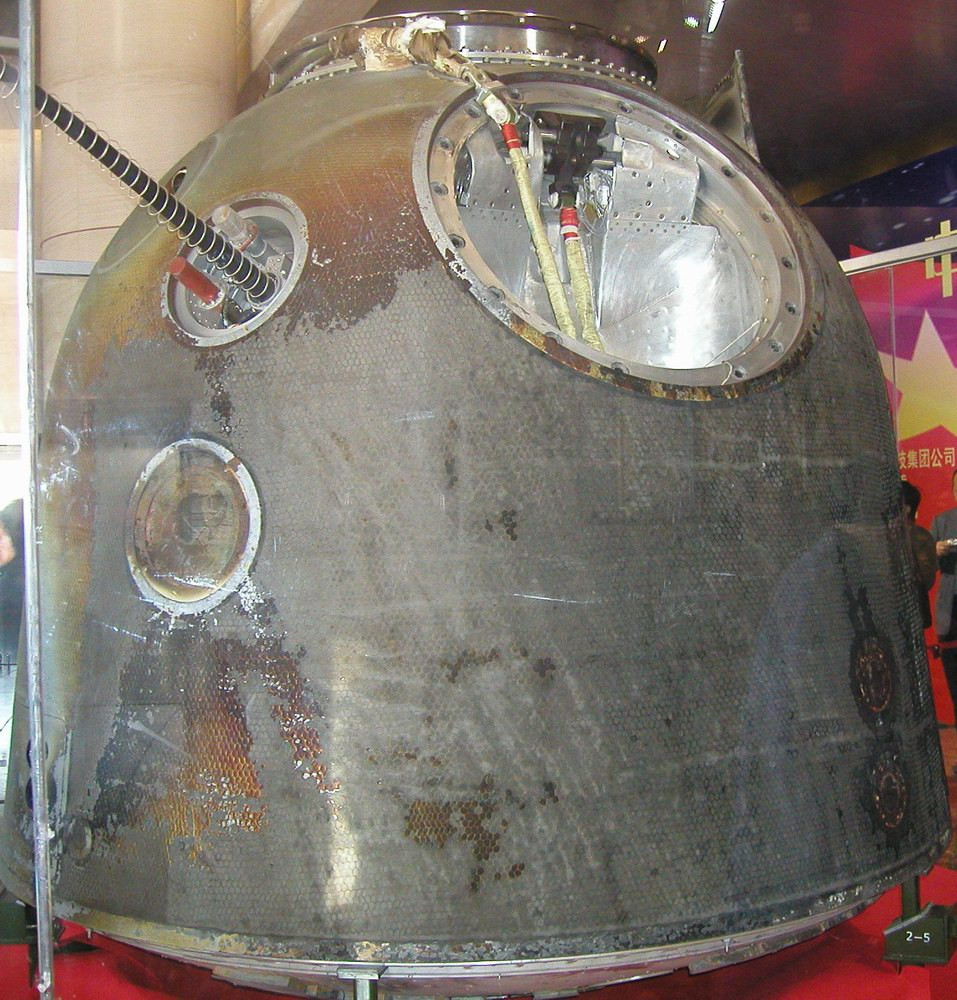
神舟5号の再突入カプセル

再突入カプセル（さいとつにゅうカプセル、Reentry capsule）は、宇宙飛行後に地球に戻ってくる宇宙船の一部である。形は部分的に空気力学によって決定される。カプセルは、平滑末端を下にして落ちると空気力学的に安定し、平滑末端側に大気圏再突入時の熱シールドを必要とするだけである。形は、古めかしい車のヘッドライトと似ている。有人カプセルには、宇宙船の機器パネル、貯蔵スペース、乗組員用のシートが備えられる。カプセルの形が揚力に乏しいため、最終降下は、水上着陸、陸上着陸、航空機による回収のいずれにしてもパラシュートで行われる。対照的に、スペースプレーンの再突入機は、より柔軟な再突入ができるように設計されている。

## 神舟
ソユーズや神舟では、再突入カプセルは3つのパーツの真ん中になり、前面には軌道モジュール、後面にはサービスモジュールが接続される。着陸システムの特徴からパラシュートと逆推進ロケットを用いることができ、マーキュリー宇宙船の着陸バッグと同様に、熱シールドは宇宙船から降下する。また、アポロ宇宙船のアポロ司令・機械船と同様に、神舟の再突入カプセルは再利用できず、使用毎に廃棄される（通常は博物館等に展示されることが多い）。
神舟の再突入カプセルの詳細については、ソユーズTMの設計に由来する技術を使っていること以外、ほとんど知られていない。現在、国際宇宙ステーションへの飛行を担っている新しいソユーズTMAは、座席を改良して長身の人でも乗り込むことができるようになり、またスペースシャトルや商用機、軍用機にも使われているグラスコックピットの技術が採用されている。

## ソユーズ
かつてのソビエト連邦は、2度の惨事と1度のあわやの惨事に苦しんだ。3度とも、脱軌道と再突入時のカプセルに関するものであった。ソユーズ1号では、パラシュートが開かずカプセルが300mphを超える速度で地面に衝突し、宇宙飛行士のウラジーミル・コマロフが死亡した。ソユーズ5号では、サービスモジュールの分離に失敗したためカプセルが逆の端から大気圏に突入し、あわや惨事となるところであった。幸運なことに、サービスモジュールは大気圏で燃えて降下モジュールから離れ、カプセルは通常の状態に戻った。
ソユーズ11号では、最終降下中に気圧を均一にするためのバルブが宇宙空間にいる間に開いてしまい、宇宙服を着ていなかった3名の宇宙飛行士が酸欠により死亡した。続くソユーズ12号からソユーズ40号では3人目の座席を気圧制御に利用するため乗組員が2人となり、ソユーズTで座席は3つに戻った。